# Brachymeles taylori
Brachymeles taylori — вид сцинкоподібних ящірок родини сцинкових (Scincidae). Ендемік Філіппін.

## Поширення і екологія
Brachymeles taylori мешкають на островах Негрос, Себу, Інампуланган, Пан-де-Азукар, Данжуган, Понсон і Поро. Вони живуть у вторинних вологих тропічних лісах та на плантаціях, серед пухкого ґрунту, опалого листя і гнилої деревини. Зустрічаються на висоті до 800 м над рівнем моря.